# Leonard Orban
Leonard Orban (* 28. června 1961, Brașov, Rumunsko) je rumunský a evropský politik, od ledna 2007 do února 2010 členem Evropské komise.
Vystudoval v roce 1986 strojírenskou fakultu Transylvánské Univerzity v Brașově, a v roce 1992 ekonomii na Fakultě managementu na univerzitě v Bukurešti.
Byl jednou z klíčových postav vyjednávání vstupu Rumunska do EU a od ledna 2007 se stal členem Evropské komise zodpovědným za mnohojazyčnou politiku unie.

## Vyznamenání
- velkodůstojník Řádu prince Jindřicha – Portugalsko, 15. června 2015[2]